# Isthme des Sablettes
Pour les articles homonymes, voir Sablettes.
L'isthme des Sablettes est une étroite bande terrestre reliant la presqu'île de Saint-Mandrier au massif du Cap-Sicié, partagé entre La Seyne-sur-Mer et Six-Fours-les-Plages dans le département du Var. Cet isthme mesure 300 mètres de large pour 500 mètres de longueur environ et sa particularité est de s'être formé naturellement au XVIIe siècle, fermant ainsi la rade de Toulon.

## La formation de l'isthme
Selon les historiens, cette bande de sable et de terre se serait formée naturellement entre 1620 et 1657. Le fait que cet isthme se situe en fond de baie, qui possède des courants relativement importants lors de tempêtes et qui de plus est entourée par des collines composées de roches et de terres relativement friable donne une explication sur sa formation.
Les courants au fur et à mesure des années ont comblé progressivement le socle sous l'isthme jusqu'à l'apparition de ces comblements hors de l'eau au XVIIe siècle.

## L'isthme aujourd'hui
Doté d'une plage prisée par les habitants de l'agglomération toulonnaise, l'isthme est découpé en trois parties :
- la plage
- le parc Fernand-Braudel (inauguré en 2000, réalisé par Alain Faragou)
- l'avenue Mattei, l'embarcadère du réseau Mistral et les comblements d'un port (projet avorté au début des années 1970).

L'isthme est desservi par la navette maritime 18M en provenance de Toulon, les lignes de bus 18, 28, 83 et 87 et possède une piste cyclable reliant le quartier de Pin-Rolland (Saint-Mandrier-sur-Mer) et l'entrée d'isthme côté péninsule de Sicié.